# Scapanorhynchus
Scapanorhynchus ist eine ausgestorbene, artenreiche Haigattung, die global während der Kreidezeit und des frühen Paläogen vermutlich in der Tiefsee vorkam. Fossilfunde, meist Zähne, stammen von allen Kontinenten mit Ausnahme von Südamerika und der Antarktis.
Häufig gefunden wurde die Gattung in den USA, Nordafrika und Europa.

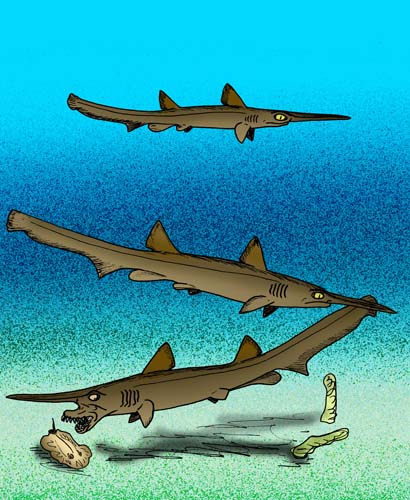
Scapanorhynchus raphiodon

## Merkmale

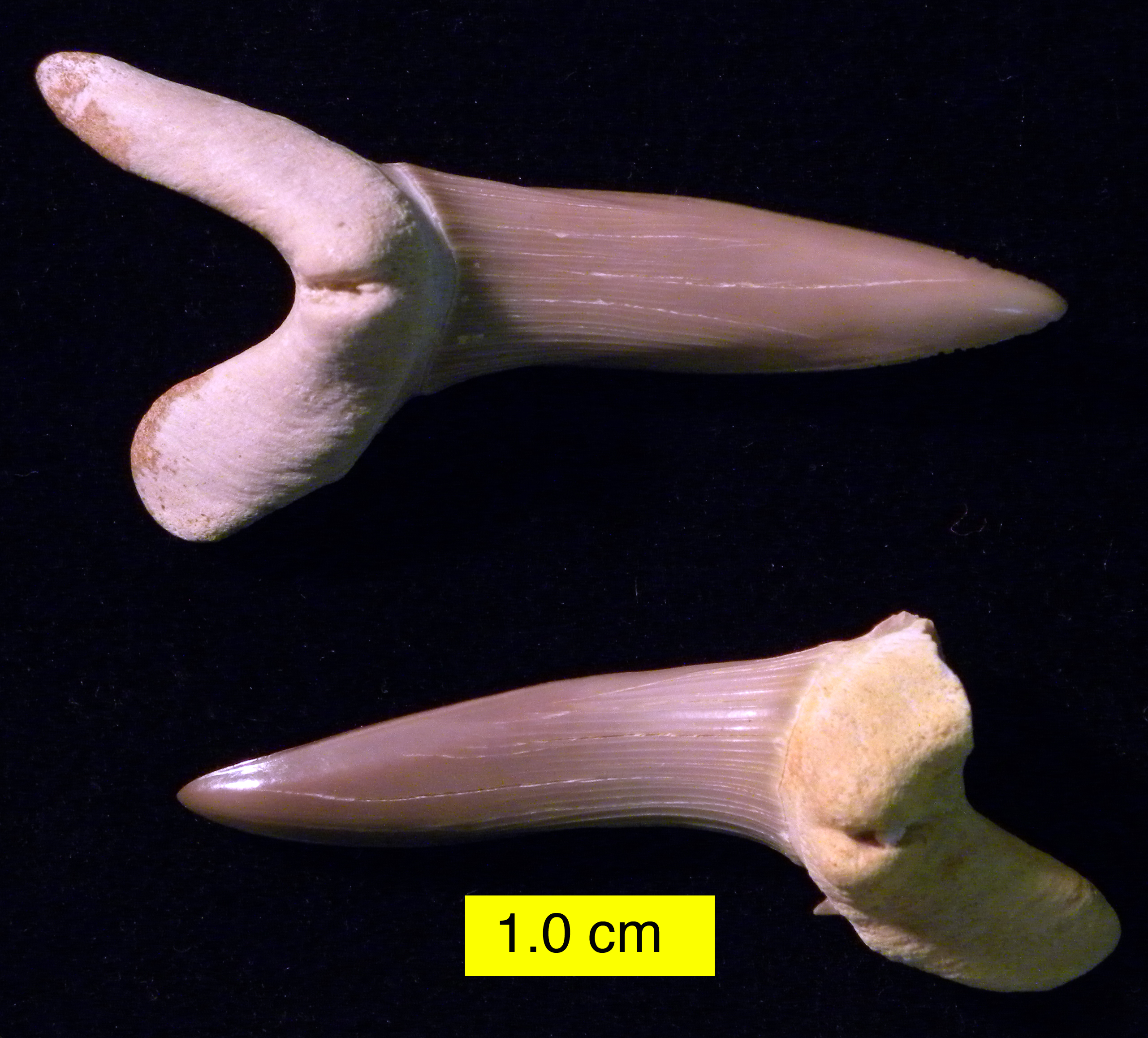
Zähne des Scapanorhynchus texanus

Scapanorhynchus gehörte zu den ersten primitiven Neoselachiern und wies bereits einige grundlegende Merkmale der Gruppe, z. B. die durch Calcium-Einlagerung stabilisierte Wirbelsäule auf. Ansonsten gilt er aber als ein eher untypischer Vertreter.
Die Gattung zeichnet sich durch einen langen, markanten Schnauzenfortsatz aus, der eine große Fläche für die dort sitzenden Sinne des Hais geboten hat, die für die Wahrnehmung elektrischer Felder und damit zur Suche nach Nahrung in lichtloser Umgebung notwendig sind (Siehe dazu: Lorenzinische Ampullen).
Außerdem besitzt Scapanorhynchus eine auffällig lange, stark asymmetrische Schwanzflosse und wurde ca. 50 cm lang.

## Lebensweise
Schlüsse auf die Lebensweise von Scapanorhynchus kann man vor allem im Vergleich zu verwandten Gattungen ziehen, im besonderen Fall zum rezenten und sehr nahe verwandten Koboldhai. Daher wird vermutet, dass Scapanorhynchus ein tiefseebewohnender Jäger war, der – durch die Form seiner Zähne erkennbar – kleineren Fischen nachstellte.

## Systematik
Scapanorhynchus weist eine ungewöhnliche Ähnlichkeit mit dem rezenten Koboldhai (Mitsukurina owstoni) auf und wird deswegen auch in dieselbe Familie der Mitsukurinidae gestellt.
Einige Wissenschaftler sehen sogar genug Übereinstimmungen um beide Gattungen zu vereinen, dabei hätte die als erste aufgestellte Gattung Scapanorhynchus nach den Regeln der Nomenklatur Vorrang, und der Koboldhai würde in sie eingeordnet werden.
Diese taxonomische Umverteilung wird debattiert, ist allgemein aber noch nicht anerkannt.
Tatsächlich sind die Ähnlichkeiten, welche die beiden Haie zueinander aufweisen, überraschend. Scapanorhynchus unterscheidet sich augenfällig nur durch die Form seiner Flossen, die spitzzulaufend und im Falle der Schwanzflosse länger sind, von seinem heute lebenden Verwandten. Ebenfalls erkennbar ist ein deutlicher Größenunterschied. Während Scapanorhynchus gerade einmal um etwa einen halben Meter lang wird, erreichen Koboldhaie eine Größe von knapp 4 m Länge.